# ناتالی اوستینوا
ناتالی اوستینوا (به انگلیسی: Natalya Ustinova) (زادهٔ ۲۲ دسامبر ۱۹۴۴) شناگر اهل ازبکستان است.